# Dennis Koeckstadt
Dennis Koeckstadt (* 20. Oktober 1979 in Gütersloh) ist ein deutscher Jazz- und Bluesmusiker (Piano); Jürgen Wölfer zufolge gehört er zu den talentiertesten Boogie-Woogie-Spielern der jüngeren Generation.
Koeckstadt ist Schüler von Christian Rannenberg. Er spielte mit Rannenberg, Frank Muschalle, Vince Weber, Axel Zwingenberger, der Mojo Blues Band und der Kölner Boogie Woogie Company. Mit seinem Bruder Jan, der Schlagzeuger ist, und dem Pianisten Stefan Ulbricht spielte er 2003 das Album Shift It Up ein. Von 2003 gehörte er bis Anfang 2015 als Pianist zur Bluesband B. B. & The Blues Shacks; er verließ die Band aus familiären Gründen. Er ist Geschäftsführer der Rosenstock Productions, die Musikvideos und Commercial-Spots produziert.

## Lexikalischer Eintrag
- Jürgen Wölfer: Jazz in Deutschland. Das Lexikon. Alle Musiker und Plattenfirmen von 1920 bis heute. Hannibal, Höfen 2008, ISBN 978-3-85445-274-4.